# Interprovincial Championship 1981-82
El Interprovincial Championship de 1981-82 fue la trigésimo sexta edición del torneo de equipos provinciales de la Isla de Irlanda, es decir tanto de la República de Irlanda como de Irlanda del Norte.

## Sistema de disputa
El torneo se disputó en formato de todos contra todos, otorgando 2 puntos por el triunfo, 1 por el empate y 0 por la derrota. El equipo que obtuviera más puntos al final del campeonato era declarado campeón.

## Desarrollo
- Tabla de posiciones:[1]

| Pos. | Equipo         | Encuentros | Encuentros | Encuentros | Encuentros | Tantos | Tantos | Tantos | Puntos |
| Pos. | Equipo         | PJ         | PG         | PE         | PP         | F      | C      | Dif    | Puntos |
| ---- | -------------- | ---------- | ---------- | ---------- | ---------- | ------ | ------ | ------ | ------ |
| 1.º  | Leinster Rugby | 3          | 2          | 1          | 0          | 54     | 31     | +23    | 5      |
| 2.º  | Ulster Rugby   | 3          | 2          | 0          | 1          | 30     | 38     | -8     | 4      |
| 3.º  | Munster Rugby  | 3          | 1          | 1          | 1          | 52     | 51     | +1     | 3      |
| 4.º  | Connacht Rugby | 3          | 0          | 0          | 3          | 31     | 47     | -16    | 1      |

|  | Campeón. |

### Resultados
| 1981 | Leinster | 19 - 6 | Ulster |  |  |

| 1981 | Leinster | 15 - 15 | Munster |  |  |

| 1981 | Leinster | 20 - 10 | Connacht |  |  |

| 1981 | Munster | 21 - 18 | Connacht |  |  |

| 1981 | Ulster | 18 - 16 | Munster |  |  |

| 1981 | Ulster | 6 - 3 | Connacht |  |  |

| Bandera de Irlanda  |
| Campeón Leinster    |
| Décimo sexto título |